# Ondřejovec
Ondřejovec je vesnice v okrese Benešov, která je součástí obce Zvěstov. Nachází se cca 2,5 km na sever od Zvěstova. Je zde evidováno 6 adres. PSČ obce je 257 06, pošta Louňovice pod Blaníkem. Obec leží v údolí. Blízko obce je památná hora Blaník. V Ondřejovci se nacházel památný strom jalovec. Sousedními obcemi Ondřejovce jsou Vlastišov na jihovýchodě, Sedlečko na severovýchodě a Hrzín na západě.

## Název
Původní jméno vesnice bylo Ondřejov, ale vzhledem k její malé velikosti bylo změněno na zdrobnělinu ve tvaru Ondřejovec. V historických pramenech se název objevuje ve tvarech: in Ondrzieyowe (1386), Ondrzeyow (1391), Wondrzeyowczi (1457), Wondržegowecz (1654), Ondržegowecz (1788), Ondřegowes (1844) a Ondřejoves (1854).

## Historie
První písemná zmínka o vesnici pochází z roku 1386.